# Astrophorida
Astrophorida Sollas, 1887 è un ordine di spugne della classe Demospongiae.

## Tassonomia
Comprende le seguenti famiglie:
- Ancorinidae Schmidt, 1870
- Calthropellidae Lendenfeld, 1907
- Geodiidae Gray, 1867
- Pachastrellidae Carter, 1875
- Theneidae Carter, 1883
- Thoosidae Cockerell, 1925
- Thrombidae Sollas, 1888
- Vulcanellidae Cárdenas, Xavier, Reveillaud, Schander & Rapp, 2011